# 송상준 (1927년)
송상준(1927년 5월 18일 ~ 2013년 1월 25일)은 대한민국의 비전향 장기수이다.

## 생애
경상남도 함양군에 있는 가난한 농가에서 태어나 부모를 따라 어릴 때 일본에 가서 자란 송상준은 탄광에서 노동하는 아버지를 따라 어릴 때부터 노동하면서 힘겹고 고통스럽게 살았다. 태평양 전쟁이 끝나고서 함양으로 돌아왔다.
여전히 가난한 생활에서 벗어나지 못하던 중, 20대 초반이던 1950년에 한국 전쟁이 발발했다. 이때 동생과 함께 지리산 자락인 고향에서 조선인민유격대에 가담하여 입산했다. 송상준의 동생은 지리산에서 전사하였다.
1950년 7월부터 지리산과 신불산, 구덕산을 오가면서 파르티잔으로서 장기간 활동하였으며, 한국전쟁이 휴전하고 난 1954년 4월에 구덕산에서 경찰에 체포되었다. 재판에서 무기징역형을 선고받았다가 제2공화국이 출범하면서 징역 20년형으로 감형되어 1976년 12월에 출소했다. 그러나 비전향 장기수였기에 사회안전법에 따라 1989년까지 보호감호소에 수용되었다.
총 32년에 이르는 수감 기간 중 전향을 지속으로 권유받았으나 이를 받아들이지 않았다. 송상준은 전향하지 않은 이유에 대하여, "전향이라고 하는 것이 결국 종이 한장에 불과한데 이 때문에 숱한 사람들이 엄청난 고통을 받았다"며 "인간의 신념은 강요나 억압으로 바꿀 수 없는 것이다"고 말했다.
1989년에 보호감호소에서 풀려난 뒤 취로사업 등에 참여하여 생계를 유지하면서 결혼도 하였다. 2000년 6·15 남북 공동선언에 의거해 조선민주주의인민공화국으로 송환되었다. 송상준은 남북을 통틀어 유일한 가족인 아내와의 동행을 원했으나 가족 동행은 허락되지 않았다.
송환 후 조국통일상을 받고 새로 가정도 꾸렸다. 2003년 《조선녀성》에는 기사 〈신념은 목숨과도 바꿀수 없다: 비전향장기수 송상준 동지에 대한 이야기〉가 실렸으며, 2008년 《로동신문》에 김정일의 선군 정치 정책을 지지하는 글〈민족의 운명과 선군의 힘〉을 발표하기도 했다.

## 참고자료
- 안영기 외 13인 (2003). 〈위대한 장군님을 모신 내 조국이 세상에서 제일입니다 (송상준)〉. 《신념과 의지의 강자들 -  비전향 장기수들의 수기 3》. 평양: 평양출판사.
- 김마선 (2000년 8월 23일). “[북송 비전향 장기수 남기고 싶은 이야기] <3> 최장 빨치산 송상준씨”. 부산일보. 2008년 8월 15일에 확인함. |제목=에 지움 문자가 있음(위치 1) (도움말)[깨진 링크(과거 내용 찾기)]